# ثقة سياسية

## التعريف
يُعد مفهوم الثقة السياسية أحد المفاهيم المهمة في ظل ما تشهده الدولة في عالم الجنوب من أزمات واتساع فجوة الثقة السياسية بينها وبين المواطنين، فضلاً عن إتساع دوائر عدم الثقة بين أفراد المجتمع.
ومع ندرة دراسات الثقة السياسية من جانب الباحثين العرب، حيث تتطرق أغلب هذه الدراسات إلي الثقة السيكولوجية والشخصية مروراً بالثقة الاجتماعية وعلاقتها برأس المال الاجتماعي دون التطرق إلي مفهوم الثقة السياسية، أصبح لزاماً علي دارسي العلوم السياسية خاصةً المتخصصين منهم في مجال النظم السياسية التطرق إلي مفهوم وأبعاد الثقة السياسية وغيرها من المفاهيم ذات الصلة، والتي تدور في إطار موضوع الثقة السياسية بين المواطن والحكومة، والتعرف علي أسباب انخفاض درجة الثقة السياسية، وكيفية بنائها.

## الأهمية
وتمثل الثقة السياسية جزءاً جوهرياً من برامج البحث في العلوم الاجتماعية وبالأخص العلوم السياسية، حيث أجمع علماء السياسة في الكثير من الأدبيات علي أهمية بناء الثقة السياسية. وفي هذا الإطار أشارت الأمم المتحدة في مؤتمرها حول «بناء الثقة في الحكومة» في فيينا عام 2006 إلي أن الثقة السياسية تشير إلي وجود توافق في الآراء فيما بين أفراد المجتمع حول القيم والأولويات والاختلافات المشتركة، وعلي القبول الضمني للمجتمع الذي يعيشون فيه، كما تشير أيضا إلي توقعات المواطنين لنمط الحكومة التي ينبغي أن تكون عليه، وكيف ينبغي للحكومة أن تعمل وتتفاعل مع المؤسسات الاجتماعية والاقتصادية، ومع مجموع المواطنين وسلوك الموظفين المدنيين. وتتولد الثقة السياسية من خلال شبكة العلاقات التفاعلية مع الأفراد والمجتمع المحلي، ويترتب عليها ارتفاع مستوي المشاركة المدنية والسياسية، وبالتالي تهيئة الظروف اللازمة لتحقيق التكامل الاجتماعي والاستقرار الديمقراطي.

## تعريفات أخرى
وقد اختلف العديد من العلماء في تعريفهم لمفهوم الثقة، حيث عرف البعض الثقة علي أنها جزء من النسيج الاجتماعي والمعرفي في أي منظمة، كما تشير العديد من الأدبيات إلي أنها أحد أهم مكونات رأس المال الاجتماعي. وتُعدُّ الثقة علاقة تفاعلية وبناءً تنظيمياً مُعقَّداً بين طرفين أو أكثر، حيث تنشأ من الحاجة الملحة للتفاعل مع أفراد المجتمع، وما تتطلبه هذه العلاقة من الاعتماد علي الآخر لتحقيق هدف معين، ولكي تنشأ هذه الثقة لابد أن تكون العلاقة بين الطرفين خالية من القلق، وتعرف الثقة علي أنها الوثوق أو اعتماد علي قدرة أو مشاركة شخص ما.

## مفهوم الثقة السياسية
يختلف تعريف الثقة باختلاف مجالات العلوم الاجتماعية، حيث يتناول خبراء الاقتصاد مفهوم الثقة من خلال التركيز علي درجة الثقة داخل العلاقات التجارية، وعلي أهمية توافرها بين الأطراف التجارية، في حين تناول علماء النفس الاجتماعي مفهوم الثقة بالتركيز علي الأشخاص في إطار منظومة التفاعل الاجتماعي، بينما تناول علماء السياسة الثقة من منظور العلاقة بين المواطن والحكومة، وفي إطار التركيز علي مفهوم الثقة السياسية ينظر دارسو العلوم السياسية إلي الثقة علي اعتبار أنها سمة مجتمعية وليست فردية، حيث يشارك الأفراد ويستفيدون من ثقافة الثقة Trusting Culture أو من المؤسسات الاجتماعية والسياسية التي تعزز سلوك الثقة. ويري «بوتنام»، أن المواطنين الواثقين يكون لديهم تفاؤل بشأن المستقبل وأكثر احتمالاً أن ينضموا إلي جمعيات خيرية، وأن يتطوعوا بوقتهم لإسعاد الآخرين، والاهتمام بمشكلات المجتمع والاهتمام بالتصويت، وهم أكثر تسامحاً مع الأقليات الاجتماعية والسياسية، وأكثر قبولاً لاختلاف أنماط الحياة.
وتشير بعض الأدبيات إلي الثقة السياسية علي أنها اعتقاد المواطنين بأن الحكومة أو النظام السياسي سيعمل بأسلوب يتسق مع توقعاتهم، والمواطنون الذين يثقون في الحكومة أكثر عرضة للامتثال للقوانين ويتابعون المبادرات الحكومية  ، وأن الثقة السياسية تمثل التوجه العام للمواطنين نحو الحكومة، ويقوم هذا التوجه بناء علي التوقعات المعيارية للحكومة.
وعلي الجانب المقابل يتم تعريف عدم الثقة السياسية علي أنها التقييم السلبي للسياسات العامة من قبل المواطنين الذين يرون تناقضاً بين المأمول والواقع، حيث يثق المواطنون في الحكومة عندما يشعرون بأنها تعالج القضايا بكفاءة، ويفقدون الثقة فيها عندما يشعرون بأنها مسئولة عن الاتجاهات غير المرغوب فيها، وأن حالة نقص الثقة السياسية النفسية أو العقلانية تؤدي إلي انعدام الثقة في المؤسسات السياسية المختلفة، وفي نهاية المطاف تتحول إلي انعدام الثقة في النظام السياسي ككل S.Feldman, "The Measurement and Meaning of Political Trust", Political Methodology,VOL. 9,1983, P.54
. وفي هذا الإطار عرَف جاك سيتري Jack Citrin انعدام الثقة علي أنها حالة من العداء تجاه القادة السياسيين والاجتماعيين ومؤسسات الحكم والنظام ، والتي تعبر عن حالة من سخط الرأي العام تجاه النظام بسبب فشل الحكومة في «تلبية احتياجات» أو «تلبية توقعات» المواطنين الأمر الذي يؤدي إلي تآكل الشرعية السياسية، كما أوضحت بعض الأدبيات أن غياب الثقة السياسية بين أعضاء العمل السياسي مؤشر علي تشبع النخبة الحاكمة بثقافة الاصطفاء السياسي، ونفي الآخر واستبعاده.
وبشكل عام فإن أهم ما يتضمنه تعريف الثقة السياسية من أبعاد يتمثل في:
1. إن الثقة في الحكومة هي العنصر الرئيسي لبقاء المجتمع [5]، وتكمن الثقة السياسية في العلاقة بين النظرية والتطبيق من جانب، والمساءلة والمرونة من جانب آخر.[6] ويعتبر قيام النخبة الحاكمة بتلبية احتياجات ومطالب مواطنيها من أهم آليات بناء الثقة، وأن الحكومة تفتقد ثقة جماهيرها عندما تصبح أقل فعالية في توصيل ما يريده الناس. ووفقاً لذلك فإن عدم الثقة السياسية تظهر عندما يدرك الفرد أن أداء الحكومة مرفوض، وأن موظفيها يخترقون المعايير المقبولة علي نطاق واسع.
2. تعتبر الثقة في أداء الحكومة مؤشراً أساسياً وهاماً لقياس رضاء المواطنين تجاه السياسات الحكومية المُتبعة، وتقترن هذه الثقة باستجابة الحكومة لمطالب المواطنين وبتحقيق ما يخدم حاجاتهم ومصالحهم. وتناولت بعض الدراسات الثقة السياسية علي أنها الحكم الذي يتخذه المواطنون تجاه النظام السياسي وشاغلي الوظائف السياسية من حيث إنهم مستجيبون وسوف يفعلون كل ما هو حق حتي في غياب التدقيق المستمر [7]، وأن الثقة في الحكومة أكثر أهمية من العلاقات الحزبية أو الأيديولوجية لدعم السياسات الحكومية.[8]
3. ينظر البعض إلي الثقة السياسية علي أنها الثقة المغلقة [9]، حيث تنطوي علي الحسابات المبنية علي المصلحة والتي تقوم علي أساس عقلاني، لأن المواطنين يقومون بتقييم ما إذا كانت الحكومة تتصرف وفقاً لما تعهدت به. وطبقا لهذا فإن الثقة السياسية العقلانية تتوقف علي نوع آخر من أنواع الثقة السياسية، وهي الثقة السياسية النفسية [10]، والتي تنطوي علي قيام المواطن بعملية تقييم للقيم الأخلاقية والصفات المرتبطة بكل من الحكومة والمؤسسة السياسية والقادة السياسيين. ويبحث الفرد في الثقة السياسية المبنية علي أساس نفسي عن الإخلاص والصدق في الشخصية، والتي تظهر من خلال الخطب في المناسبات العامة وسلوك قادتهم السياسيين.[11] ويجمع المواطنين بين الثقة السياسية العقلانية والثقة السياسية النفسية في عملية منح الثقة لممثليهم ومؤسساتهم السياسية، وبذلك يحاولون تحقيق توازن مقبول بين تعظيم مصالحهم وتصوراتهم للصفات الأخلاقية للنخبة السياسية أو من يتم منحهم الثقة.[12] وتعتمد شرعية النظم الديمقراطية علي مدي ثقة الناخبين في أن الحكومة تلتزم بتنفيذ القواعد والتعهدات التي التزمت بها، بالإضافة إلي فاعلية ما تتخذه الحكومة من إجراءات.[13]

- أكدت العديد من الدراسات علي أن الثقة السياسية لا تنشأ ولا تعمل في فراغ، حيث تشير الثقة الاجتماعية إلي ثقة المواطنين في بعضهم بعضا كأعضاء في الوحدة الاجتماعية، والتي لا تنفصل عن مفهوم الثقة السياسية. كما يقصد بالثقة السياسية ذلك الجانب من بنية الثقة الذي يوجد بين الأفراد والمؤسسات السياسية [14]، وهي تمثل سجلاً لتسجيل إخفاقات ونجاحات الحكومة علي مدار الوقت، وبالتالي تعتبر القرارات السياسية والسياسات العامة جزءاً من عملية التقييم السياسي للأداء الحكومي، الأمر الذي يؤثر في درجة الثقة بين أطراف العملية السياسية.

## مكونات الثقة السياسية
- إن الثقة السياسية تعتمد علي تقييم المواطنين لمدي التزام السلطات والمؤسسات السياسية بتنفيذ ما وعدت به وفقاً لتوقعاتهم المعيارية، وأنها تعبير عن مشاعر المواطنين حول سياسات معينة.[15] ومن ناحية أخري، تعتبر الثقة السياسية انعكاساً لأداء الحكومة وأداء السلطة التشريعية - البرلمان - والرئيس ومدي حسن إدارة الاقتصاد القومي ومكافحة الجريمة، وتعبر الثقة عن رأي المواطن تجاه الجوانب المختلفة لأداء الحكومة، وأشارت بعض الأدبيات إلي أن رأس المال الاجتماعي يؤثر علي الثقة السياسية، حيث يتألف من المشاركة المدنية، والتي تؤثر في درجة الثقة السياسية، والتي تعتبر انعكاساً لنشاط المجتمع المدني والمواقف المصاحبة للثقة السياسية في الحياة المدنية، وبالتالي فإن رأس المال الاجتماعي هو أحد العوامل المؤثرة في مستوي الثقة في الحكومة، وأن الثقة السياسية نتاج لأداء الحكم.[16] ويمكن قياسها من خلال رصد درجة رضاء المواطن تجاه سياسات المؤسسات السياسية خاصة الحكومة والمحاكم والشرطة وموظفي الخدمة المدنية، إلي جانب الأحزاب السياسية، ووسائل الإعلام مثل التليفزيون والصحافة، بالإضافة إلي البرلمان ودور العبادة ونقابات العمال والنقابات المهنية ورئيس الدولة، فضلاً عن المجالس النيابية والمؤسسات العامة.[17]

ويمكن الإشارة إلي أهم مكونات مفهوم الثقة السياسية بشكل عام علي النحو التالي:
1. الثقة السياسية هي العنصر الحاسم في عملية الحكم الديمقراطي ومشروعية الديمقراطية النيابية التي تعتمد علي المواقف السياسية للمواطنين تجاه المؤسسات العامة والنخبة السياسية في النظام السياسي للدولة.[18]
2. إن الثقة في الحكومة تشجع علي الامتثال للقوانين واللوائح، وتسهم في إضفاء الشرعية علي الحكومة، وتعتبر الثقة بمثابة التصورات الإيجابية تجاه النتائج النهائية للعملية الانتخابية ومخرجات النظام السياسي، وتعتبر الثقة أساس الاعتقاد بأن الحكومة تهتم بالمواطنين واحتياجاتهم وتوقعاتهم.[19] وفي المقابل يقلل انعدام الثقة من شرعية الحكومة، كما أن عدم الثقة يدعو إلي القلق بشأن الديمقراطية.

## النظريات المفسرة لبناء وتآكل الثقة السياسية
نظريات تفسير تآكل الثقة السياسية في الحكومة:
ظهر العديد من النماذج الفكرية التي تفسر أسباب تآكل الثقة السياسية في المؤسسات العامة، حيث يركز بعضها علي السمات النفسية الاجتماعية للأفراد المكونين للمجتمع، وبعضها يركز علي البيئة الثقافية للأفراد والجماعات في المجتمع، في حين يركز البعض الآخر علي الأداء الحكومي في المجتمع، وفي الآتي تفسير بشكل مفصل لنموذج الأداء المؤسسي.
- نموذج الأداء المؤسسي The Institutional Performance Model:

يركز هذا النموذج علي الأداء الفعلي الواقعي للحكومة، والذي يستخدم للاستدلال علي مدي ما لدينا من فهم وإدراك لثقة المواطن في الحكومة ، حيث يوظف هذا النموذج الأداء الحكومي كأحد المؤشرات الأساسية لقياس الثقة الجماهيرية في الحكومة، ويؤكد علي أن الثقة في المؤسسات العامة والحكومة تتأرجح بين الارتفاع والانخفاض باستمرار طبقاً لأنماط الشخصية المتواجدة في المجتمع، بالإضافة إلي تحكم الظروف والأحوال الاجتماعية والثقافية.
وتوصل هذا النموذج إلي أنه يمكن استخدام الأداء الحكومي كأحد مؤشرات تحديد درجة الثقة الاجتماعية والثقة السياسية في المؤسسات، وأن المؤسسات الحكومية التي تتميز بالأداء الجيد الفعال تستحوز علي ثقة المواطنين، بينما تولد المؤسسات العامة الحكومية ذات الأداء الضعيف الذي يفتقر إلي الفاعلية والتأثير في المجتمع نوعاً من انعدام الثقة الجماهيرية في هذه المؤسسات علي المستويين الاجتماعي والمؤسسي.
وفيما يتعلق بجمهور المواطنين يفترض هذا النموذج إمكانية تحديد ما إذا كان الأداء الحكومي في إطار عمل المؤسسات العامة جيداً أو ضعيفا، ً ومن ثم تحديد ما إذا كان الشعور السائد بين المواطنين يتسم بوجود الثقة أو انعدمها. ويتميز هذا النموذج في اعتماده علي أساليب إمبريقية في رصد مستوي الثقة السياسية من خلال اعتماده علي استبيان يرصد من خلاله تقييم المواطنين للأداء الحكومي للنظام السياسي، والحكم علي المستوي الفعلي الواقعي، وذلك من خلال رصد وتحليل استجابات المشاركين لأسئلة المسح الذي يتناول الثقة المؤسسية علي وجه التحديد. ومن الممكن أن تكون هناك علاقة غير مباشرة في غاية الأهمية بين الثقة الاجتماعية والثقة في المؤسسات السياسية، فإذا كانت الثقة الاجتماعية تساعد علي بناء المجتمع، ورأس المال الاجتماعي الذي بدوره يساعد علي دعم وتقوية المؤسسات السياسية كان لازماً علي الأداء الحكومي أن يتحسن كنتيجة طبيعية لتزايد الثقة في الحكومة المتولدة بدورها عن الثقة الاجتماعية التي جاءت نتيجة تراكم رأس المال الاجتماعي. وعلي النقيض من ذلك، إذا ما تعرضت الثقة الاجتماعية للانخفاض وتلاشي رأس المال البشري سوف تكون النتيجة الحتمية أن يقل مستوي أداء الحكومة.
وفي هذا الإطار أشار تيموثي كوك Timothy E. Cook إلي أن أهم عوامل تآكل الثقة السياسية تتمثل في استمرار انعدام المساءلة داخل الحكومة، وضعف قدرتها علي مواجهة الكوارث، وبطء استجابتها وكفاءتها. وأكد علي أن الثقة السياسية وسيلة حاسمة لتقدير المواطنين لحكومتهم، وأوضح ارتباط الثقة بمجموعة متنوعة من السلوكيات السياسية مثل الامتثال للقانون، وتقديم الدعم للسياسة الداخلية، وتقدير المواطنين للإصلاحات الحكومية، وأداء المؤسسات الرئيسية، وأضاف أن الثقة في الحكومة تؤثر علي مشاركة المجتمع المدني، وأن انخفاض الثقة مؤشر علي انخفاض مستويات الشرعية في المؤسسات السياسية.
- وأوضحت بعض الأدبيات تعدد أسباب تآكل الثقة السياسية، والتي تختلف باختلاف النظام السياسي والظروف السياسية من دولة إلي أخري، إلا أنه من الممكن أن تكون هناك أسباب مشتركة ومنها [22] الفوضي الحزبية والصراعات السياسية بين الكتل والأحزاب والتيارات التي تشارك في العملية السياسية، فقد تهدف هذه الصراعات إلي تعطيل عمل الحكومة وفشلها، مما يجعل المواطن يتذمر من السلطة الحاكمة صاحبة القرار، إلي جانب ضعف السلطة التشريعية أمام السلطة التنفيذية، الأمر الذي يجعل البرلمان لا يمثل الوجه الحقيقي للشعب، ويساعد علي توسيع الفجوة بين المواطن والمؤسسة السياسية، وتكريس أزمة الثقة السياسية بين الشعب والحكومة.
- وأضافت بعض الدراسات أن عدم قيام الحكومة بتحقيق وتنفيذ احتياجات المواطنين، وعدم استقلالية القضاء، وزيادة نفوذ الأجهزة الأمنية والبوليسية، وتفشي الفساد السياسي يعتبر من أهم الأسباب والعوامل التي تؤدي إلي انخفاض وتآكل الثقة السياسية.[23] وفي هذا السياق، ذهب بعض الباحثين إلي أن أحد أسباب تآكل الثقة السياسية يرجع إلي غياب الثقة الاجتماعية في المجتمع.

## مداخل قياس الثقة السياسية
1- مدخل قياس الثقة السياسية من خلال تقييم الأداء الاقتصادي والسياسي للحكومة:
ركز هذا المدخل علي رصد وقياس درجة الثقة السياسية من خلال تقييم الأداء الاقتصادي للحكومة والظروف الاقتصادية المحيطة، وتقييم الأداء السياسي للحكومة ومسألة إطلاق الحريات والعدالة الناجزة، إلي جانب تقييم الخلفية الاجتماعية للمجتمع المدني، ودوره ونوعية نشاطه ومدي حرية تفاعله وانخراطه في النظام السياسي، ومن أشهر مفكري هذا المدخل ويليام ميشيل William Mishler وريتشارد روز Richard Rose. وتتفق ماري آن Mary Ann Feldheim  مع هذا المدخل حيث اقترحت عدة مناهج لقياس الثقة السياسية، والتي تمثل أهمها في: المنهج الاقتصادي، والذي يقيس درجة الثقة السياسية من خلال تقييم الأداء الاقتصادي للحكومة، والمنهج الأخلاقي أو المعياري الذي يقوم برصد وقياس الأخلاقيات والمبادئ التي تلتزم بها الحكومة في أداء وظائفها وواجباتها تجاه المواطنين.
2- مدخل قياس الثقة السياسية من خلال رصد تفضيلات المواطنين:
أكدت بعض الأدبيات علي تفضيلات المواطنين citizens ' preferences باعتبارها أحد محددات الثقة السياسية، حيث إن التطابق بين توقعات وتفضيلات المواطن يؤدي إلي دعم وتأييد الثقة السياسية، في حين أن التناقض بين تلك التوقعات والتفضيلات يؤدي إلي انخفاض مستوي الدعم والتأييد، وبالتالي انخفاض مستوي الثقة. وتفسير الثقة السياسية يكمن في مزيج من تفضيلات المواطنين بشأن ما ينبغي أن تكون عليه العمليات السياسية، وتصورات المواطنين حول الآليات والإجراءات الفعلية. وتعمل الإجراءات أو السياسات التي تطابق تفضيلات الفرد لما ينبغي أن تكون عليه العمليات السياسية علي زيادة درجة الارتياح تجاه الحكومة وسياستها، في حين أن التناقضات تقلل الدعم السياسي. كما أكدت العديد من الدراسات علي تأثير المخرجات السياسية مثل النمو الاقتصادي، والبطالة، والتضخم علي درجة الثقة السياسية. وفي هذا الإطار، أوضحت بعض الأدبيات أن التنشئة والقيم والمعرفة السياسية في المجتمع من المحددات الجوهرية لقياس درجة الثقة السياسية، وأن القيم السياسية تلعب دوراً هاماً في التأثير علي درجة الثقة السياسية، حيث يقوم المواطنون بدعم النظام السياسي لاعتقادهم بأن ذلك النظام متوافق مع قيمهم السياسية. إلي جانب أن القيم والثقافة السياسية، تشكل تفضيلات المواطنين حول النظم السياسية ، وضرورة أن يتم إنتاج المخرجات والسياسات وفقاً للقواعد التي ينبغي أن تتصرف بها الجهات السياسية الفاعلة. ومن هذا المنطلق يمكن القول إن التفضيلات هي تلك القيم السياسية التي تحدد نوعاً من النموذج الأولي لمؤسسة سياسية أو طرف فاعل سياسي أفضل. وفي هذا السياق، أكد بعض العلماء علي أهمية المعرفة السياسية، واعتبارها من محددات قياس درجة الثقة السياسية، حيث إنها تعبر عن الموقف المعرفي المتصل بتصور موضوعي للواقع السياسي، وبالتالي فإن المعرفة السياسية حول السياسات والقضايا، والجهات الفاعلة والمؤسسات تؤثر علي درجة الثقة السياسية ، كما أكد دانيال مكاليستر Daniel J. Mcallister علي أن الثقة السياسية تنشأ لدي المواطنين عندما تقوم الحكومة بالعمل علي تحقيق نتائج السياسات بشكل يتفق مع توقعات وتفضلات المواطنين.
3- مدخل قياس الثقة السياسية من خلال رصد درجة الاستقرار السياسي:
تشير البحوث والدراسات الحديثة إلي ارتباط مفهوم الثقة السياسية بمسألة الاستقرار السياسي، حيث ينتشر الاستقرار مع رضاء المواطن عن النظام السياسي في الدولة، وبدون الاستقرار يكون هناك تهديد لمستقبل المجتمع ، وتعتبر الثقة السياسية البُعد الأساسي لعملية انتشار الدعم السياسي ، وتتمثل مؤشرات الاستقرار السياسي في:
- نمط انتقال السلطة في الدولة.
- شرعية النظام السياسي.
- قوة النظام السياسي ومقدرته علي حماية المجتمع وسيادة الدولة.
- محدودية التغيير في مناصب القيادات السياسية.
- الاستقرار البرلماني.
- الديمقراطية وتدعيم المشاركة السياسية.
- غياب العنف واختفاء الحروب الأهلية والحركات الانفصالية والتمردات.
- الوحدة الوطنية واختفاء الولاءات التحتية.
- نجاح السياسات الاقتصادية للنظام.

4- مدخل قياس الثقة السياسية من خلال رصد درجة المشاركة السياسية:
يعتبر رصد درجة ومستوي منظومة التفاعلات بين المواطن والنظام السياسي مؤشراً لتحديد درجة الثقة السياسية المتبادلة بين المواطن والحكومة، حيث يعتبر ارتفاع نسبة المشاركة السياسية للمواطن وانخراطه في العملية السياسية وصنع السياسات العامة، مؤشراً علي ارتفاع درجة الثقة السياسية والعكس صحيح، ومن أبرز مفكري هذا المدخل كارولين تولبرت Caroline J. Tolbert وكارين ماسبرجر Karen" "Mossberger  وتتفق أفكار كل من شوهو وانج Xiao Hu Wang ومونتجمري وان Montgomer Wart مع مدخل المشاركة السياسية لقياس الثقة السياسية، حيث قدما نموذجاً شاملاً من المشاركة العامة وعلاقته بالثقة العامة، ويفترض هذا النموذج أن الحكومة مجموعة معقدة من الأنشطة، والتي تقوم بصنع السياسات العامة لإنتاج خدمات ملموسة - مثل بناء الطرق والضمان الاجتماعي - وأخري غير ملموسة - مثل الرقابة التنظيمية - ويمكن تقسيم هذه الأنشطة علي نطاق واسع من الناحية السياسية إلي مستوي السياسة العامة، ومن الناحية الإدارية إلي المستويات التنفيذية، وتطرق هذا النموذج إلي أن هناك نوعين من المشاركة: الأول هو المشاركة الشعبية أو العامة، والتي تكمن في مشاركة الجمهور في قضايا شعبية تتعلق بالحكومة، والتي تظهر في مواسم الانتخابات، أو المشاركة في قرارات إدارية. والنوع الثاني من المشاركة هو المشاركة السياسية، والتي تظهر في تحديد درجة مشاركة المواطن في تشكيل المؤسسة التشريعية ، وقد أوضح هذا النموذج أن المعرفة والثقافة السياسية، والعوامل الشخصية، بالإضافة إلي طبيعة تكوين رأس المال الاجتماعي، وتاريخ العلاقة بين المواطن والحكومة تؤثر في درجة المشاركة السياسية للمواطن، وبالتالي في درجة ثقته السياسية للمؤسسات العامة والحكومة.
5- مدخل قياس الثقة السياسية من خلال رصد درجة المساءلة الحكومية والشفافية:
في هذا المدخل أكد كارولين تولبرت Caroline Tolbert أن مشاركة المواطنين والحوار العام، وتفعيل مبدأ المساءلة الحكومية، والشفافية، والاستجابة هي أحد أهم مؤشرات قياس درجة الثقة في الحكومة ، والتي تتم من خلال تحسين الاتصال والتفاعل مع المواطنين، وإتاحة المعلومات وتلبية احتياجات المواطنين، إلي جانب الشفافية والمساءلة من خلال نشر المعلومات، بالإضافة إلي الإتاحة المعلوماتية، أي توفير المعلومات والخدمات للمواطنين وتحسين إمكانية الوصول إلي المعلومات، فضلاً عن الكفاءة والفعالية. وفي هذا الإطار أشار جونج هوكيم " Jong-Ho Kim" إلي خمس معايير ومؤشرات رئيسية لقياس الثقة السياسية، والتي تتمثل في قياس درجة الشفافية والمشاركة الشعبية، إلي جانب كفاءة الخدمات التي تقدمها الحكومة، ومدي جديتها في محاربة الفساد ، واعتبارها دورة متكاملة لبناء الثقة السياسية.
6- مدخل قياس الثقة السياسية من خلال دراسة السلوك الانتخابي:
يعتمد هذا المدخل علي مقارنةً السلوك الانتخابي في الفترة الماضية والحالية والمستقبلية ، حث يؤكد علي وجود علاقة إيجابية بين الثقة السياسية ومستقبل السلوك الانتخابي معتبراً إياها عملية تبادل تعكس درجة التجاوب والسيطرة بين الحكومة والمواطنين وتأثير تصويت الثقة السياسية في الماضي، ومواقفهم تجاه الإطار المؤسسي، كما تؤثر نية التصويت علي الثقة السياسية، وتعكس هذه العملية تقييم المواطنين لدرجة رضائهم عن الحكومة السابقة بأثر رجعي، ويتضح ذلك في نموذج بيدرو كامويس Pedro J. Cames حيث أشار إلي تأثير التصويت القديم علي درجة الثقة السياسية ونية التصويت في المستقبل .
7- مدخل قياس الثقة السياسية من خلال رصد مستوي أداء معدلات النظام السياسي:
وفي هذا الإطار أشار مارك ج. هيثرنجتون "Marc J. Hetherington" إلي المحددات والمؤشرات الخاصة بالثقة السياسية، والتي أوضحها من خلال نموذج وضعه لتوضيح معدلات النظام التي تؤدي إلي الثقة السياسية ، حيث أوضح أن هناك عدداً من المؤشرات الأساسية التي يتم من خلالها قياس درجة الثقة السياسية، وتتمثل هذه المؤشرات في:
- رصد ما تشير إليه وسائل الإعلام المختلفة، والذي يعتبر انعكاساً لسياسات الحكومة، ومع اعتبار أن الإعلام مؤسسة قومية يعطي هذا تفسيراً سياسياً للحكومة لرصد ردود فعل المواطنين تجاه سياساتها المتبعة.
- رصد وتقييم مواقف السلطة التشريعية (البرلمان) تجاه السياسات الحكومية، الأمر الذي يوضح حجج كل طرف ودلالته حول التمسك بهذه السياسات، حيث تعتبر السلطة التشريعية مفوضة عن المواطن لإبراز احتياجاته، والعمل علي سن التشريعات، ومراقبة السياسات التي تستهدف تحقيق مصالح المواطنين، وإذا حدث اعتراض من السلطة التشريعة في مواجهة السلطة التنفيذية أو الحكومة يمثل ذلك مؤشراً لعدم رضاء المواطنين عن الحكومة في مثل هذه المواقف.
- النمو الاقتصادي، حيث يعتبر المؤشر الاقتصادي للدولة من أهم محددات ومؤشرات ارتفاع درجة الثقة السياسية.
- تصورات المواطنين تجاه قدرة وفعالية الحكومة علي حل المشكلات ومواجهة الأزمات، ويعتبر هذا المؤشر من المؤشرات التي تمتلك أقوي تأثير علي درجة الثقة السياسية.
- حرية تداول وإتاحة المعلومات الإبجابية والسلبية، من خلال وسائل الإعلام المختلفة كالبرامج الحوارية التليفزيونية، أو الصحف والمجلات.[41]
- تصورات المواطن تجاه الرئاسة، حيث يعتبر رئيس الدولة هو جوهر النظام السياسي وقائده، وبالتالي درجة ثقة المواطن في هذا الرئيس تؤثر بدرجة أو بأخري في درجة ثقة المواطن السياسية تجاه السياسات الحكومية.
- مستوي المشاركة السياسية من جانب المواطنين، لاسيما في الانتخابات الجوهرية لأي نظام سياسي، والتي تتمثل في الانتخابات البرلمانية والرئاسية، بالإضافة إلي دور الأحزاب السياسية، والمواقف التحزبية.

كما تعتبر المشاركة السياسية من محددات قياس درجة الثقة السياسية، حيث توجد علاقة طردية بين ارتقاع نسبة المشاركة السياسية للمواطنين وارتفاع درجة الثقة السياسية، إلي جانب ازدهار النمو الاقتصادي، وتقييم الأداء المالي والاقتصادي للحكومة، ورصد وقياس معدلات الجريمة، بالإضافة إلي نزاهة الانتخابات، وشفافية المعلومات، والمصداقية، وتتبع نمو السلوك الانتخابي للمواطن، إلي جانب قياس درجة المعرفة المدنية والسياسية وقراءة الصحف، وتعمق الثقافة السياسية، لاسيما ثقافة المشاركة والديمقراطية، ومعرفة التطور الزمني لدرجة المشاركة الشعبية في المنظمات الدينية، والتي تعني انخراط المواطن في العمل التطوعي ومؤسسات المجتمع المدني.
إضافة إلي ما سبق، فإن أحد أهم مؤشرات قياس الثقة السياسية هو رصد ومتابعة درجة الثقة بين الأشخاص، وازدهار الثقة الاجتماعية التي تؤثر بشكل أو بآخر في الثقة السياسية، والتركيز أيضاً علي رصد وقياس الثقة المؤسسية أو التنظيمية، والتي تقاس من خلال رصد درجة العلاقة الجدلية والتفاعلية بين المواطن والمؤسسات التنظيمية السياسية، ومن خلال المشاركة المدنية للمواطنين في المؤسسات الدينية والحكومية خاصةً (الحكومة الوطنية - البرلمانذ الحكومة المحلية - مؤسسات العدالة «المحاكم والشرطة» - الأحزاب السياسية)، إلي جانب التطرق إلي رصد تقييم المواطن لحالة الديمقراطية، ورصد السلوك الانتخابي، ودرجة الرضاء العام للمواطنين تجاه المؤسسات السياسية، لاسيما السلطة التشريعية والقضائية والتنفيذية بالإضافة إلي المؤسسات السياسية والتي تتمثل في الجيش إلي جانب الشرطة، بالإضافة إلي قياس درجة انخراط وحراك الأحزاب السياسية من ناحية، ورصد توجهات الموطنين تجاه هذه الأحزاب من ناحية أخري.
- قلة تدفق الهجرة الداخلية والخارجية.